# Thomas Woolner
Thomas Woolner (17 décembre 1825 - 7 octobre 1892) est un sculpteur et poète anglais.

## Biographie
Il fut l'un des membres fondateurs de la Confrérie préraphaélite (Pre-Raphaelite Brotherhood) en 1848. Woolner se forma auprès du sculpteur William Behnes et exposa à la Royal Academy à partir de 1843.

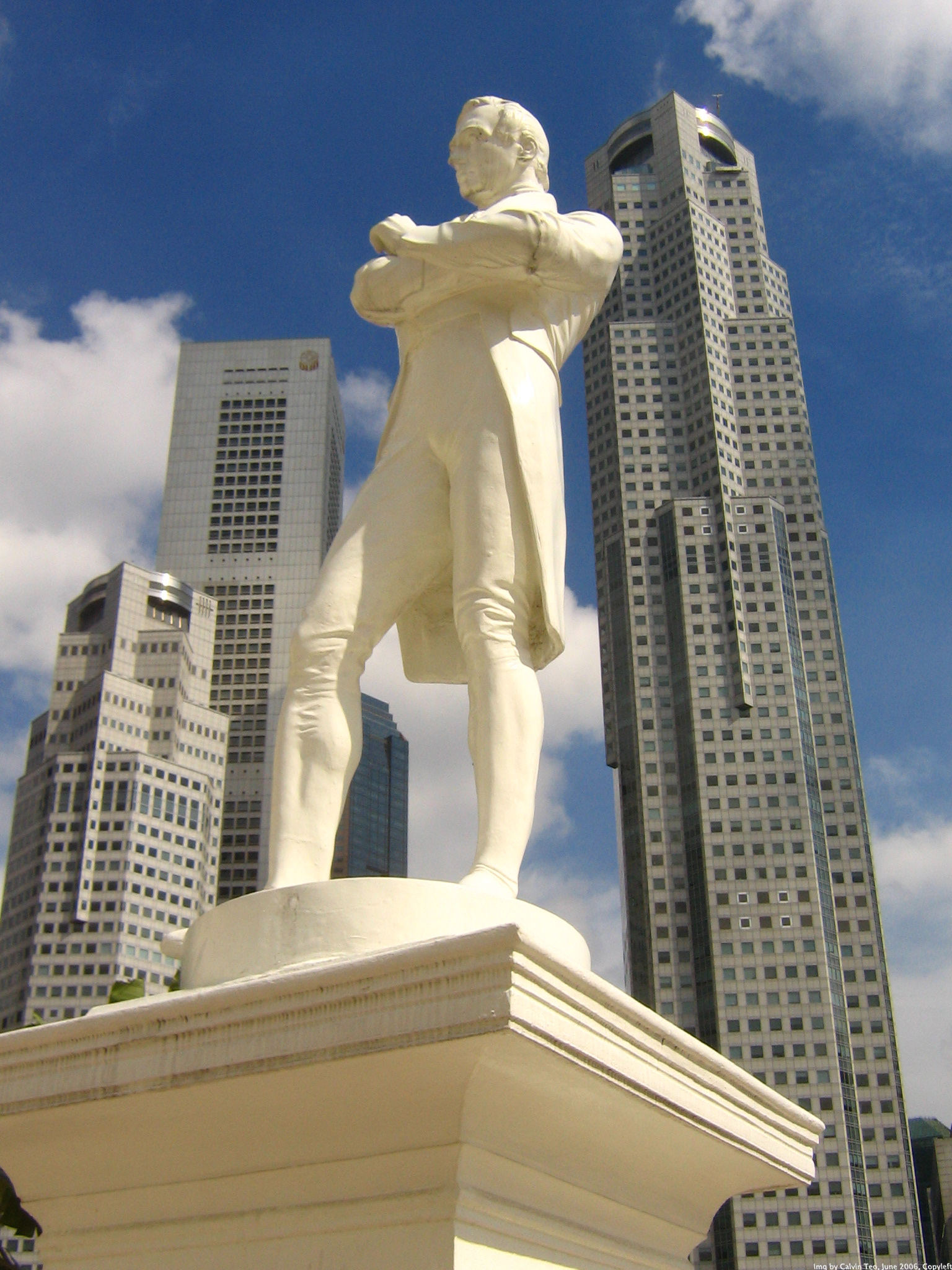
Sir Stamford Raffles, œuvre de Woolner à Singapour

L'attirance de Woolner pour le classicisme était assez difficile à concilier avec le médiévalisme des Préraphaélites mais son penchant pour l'observation fine de la nature s'accordait à leurs buts. Les sculptures réalisées par Woolner aussitôt après la fondation de la Confrérie montrent une grande attention au détail. 
Devant les difficultés qu'il éprouva à vivre de ses créations il fut obligé d'émigrer en Australie en 1852 mais finit par retourner en Grande-Bretagne, où il s'installa comme sculpteur et marchand d'art. Son passage en Australie l'aida cependant à obtenir dans cette colonie et ailleurs des commandes de statues des héros de l'Empire britannique tels que le Capitaine Cook et Sir Stamford Raffles, fondateur de Singapour. Cependant ses œuvres sculptées les plus personnelles et les plus complexes sont sans doute La Civilisation et Virgilia. Elles témoignent de ses tentatives pour traduire la tension entre l'immobilisme de la pierre et le dynamisme du désir des figures représentées.
Woolner fut élu à la Royal Academy en 1875 et y enseigna la sculpture de 1877 à 1878.
Il jouit aussi d'une certaine notoriété comme poète de son vivant. L'un de ses premiers poèmes, My Beautiful Lady, est une œuvre d'esprit préraphaélite. Dans ses œuvres narratives postérieures, Pygmalion, Silenus et Tiresius, il renonça au préraphaélisme en faveur d'un classicisme aux accents souvent érotiques. Woolner était l'ami d'Alfred Tennyson et il lui fournit le scénario du poème Enoch Arden. Ses spéculations sur l'anatomie humaine impressionnèrent Charles Darwin, qui nomma une partie de l'oreille humaine Woolnerian Tip (« pointe de Woolner ») d'après une caractéristique de la sculpture du Puck de Shakespeare créée par Woolner.
Thomas Woolner mourut subitement d'une attaque à l'âge de 67 ans.

## Œuvres
En France, Saint-Germain-en-Laye, Musée d'archéologie nationale, buste de l'archéologue Henry Christy, 1867.